# Lenwë
Lenwë es un personaje ficticio que pertenece al legendarium creado por el escritor británico J. R. R. Tolkien y que aparece en su novela póstuma El Silmarillion. Es un elfo teleri, creador del clan de los Nandor.

## Historia ficticia
Lenwë formaba parte del grupo de elfos teleri que Olwë conducía desde Cuiviénen hacia Aman, después del llamamiento de los valar. Lenwë rehusó cruzar las Montañas Nubladas en el viaje hacia el oeste y condujo un grupo de elfos hacia el sur, siguiendo el curso del río Anduin. 
Este grupo de elfos teleri se convirtió en un pueblo aparte, los nandor, de los que Lenwë fue su primer señor.
Se cree que Lenwë murió en los valles del Anduin, pero también se cree que pudo morir en Eriador.